# Ґжеґожевиці (Груєцький повіт)
Ґжеґожевиці (пол. Grzegorzewice) — село в Польщі, у гміні Варка Груєцького повіту Мазовецького воєводства.
Населення — 179 осіб (2011).
У 1975-1998 роках село належало до Радомського воєводства.

## Демографія
Демографічна структура станом на 31 березня 2011 року:
|          | Загалом | Допрацездатний вік | Працездатний вік | Постпрацездатний вік |
| -------- | ------- | ------------------ | ---------------- | -------------------- |
| Чоловіки | 86      | 9                  | 67               | 10                   |
| Жінки    | 93      | 21                 | 43               | 29                   |
| Разом    | 179     | 30                 | 110              | 39                   |